# Austrodecus breviceps
Austrodecus breviceps is een zeespin uit de familie Austrodecidae. De soort behoort tot het geslacht Austrodecus. Austrodecus breviceps werd in 1938 voor het eerst wetenschappelijk beschreven door Gordon. 